# Клемонтін Дельоне
Клемонтін Дельоне (англ. Clémentine Delauney; нар. 11 лютого 1987, Ліон, Рона-Альпи, Франція) — французька сопрано співачка та авторка-виконавиця. Колишня бек-вокалістка австрійського симфо-метал-гурту Serenity. Із 2013 вокалістка австрійського симфо-метал-гурту Visions of Atlantis,, а також вокалістка французького опера-метал-гурту Melted Space. З 2010 до 2012 вокалістка французького філармонік-метал-гурту Whyzdom.
У 2017 разом із Амандою Сомервілль та Маріною Ла Торрака сформувала гурт Exit Eden.

## Життєпис
Клемонтін Дельоне народилася 11 лютого 1987 у французькому місті Ліон.

## Дискографія

### Serenity
Альбоми
- War of Ages (2013)

Сингли
- Wings of Madness (2013)

### Visions of Atlantis
Альбоми
- The Deep & The Dark (2018)

Міні-альбоми
- "Old Routes - New Waters" (2016)

### Співпраці
- Tales of the Sands (Myrath, 2009) вокал у пісні "Under Siege"
- XXX - Three Decades in Metal (Hansen & Friends, 2016) вокал у піснях "Fire and Ice", "Left Behind" та "All or Nothing", "Save Us"

### Альбоми

#### 2017
- Rhapsodies in Black (Starwatch Entertainment/Napalm Records)

### Сингли

#### 2017
- Unfaithful (кавер-версія пісні Rihanna) (Starwatch Entertainment/Napalm Records)
- Impossible (кавер-версія пісні Shontelle[en]) (Starwatch Entertainment/Napalm Records)
- Incomplete (кавер-версія пісні Backstreet Boys) (Starwatch Entertainment/Napalm Records)
- Paparazzi (кавер-версія пісні Lady Gaga) (Starwatch Entertainment/Napalm Records)
- A Question of Time (кавер-версія пісні Depeche Mode) (Starwatch Entertainment/Napalm Records)